# Новочурашевское сельское поселение
Новочурашевское сельское поселение — муниципальное образование в Ибресинском районе Чувашской Республики.
В состав поселения входят населённые пункты: Новое Климово, Савка, Новое Чурашево, Сирикли.

## Население
| 2010  | 2012  | 2013  | 2014  | 2015  | 2016  | 2017  |
| ----- | ----- | ----- | ----- | ----- | ----- | ----- |
| 1774  | ↘1718 | ↘1700 | ↘1677 | ↘1649 | ↘1640 | ↗1643 |
| 2018  | 2019  | 2020  | 2021  |       |       |       |
| ↘1633 | ↘1613 | ↘1589 | ↘1568 |       |       |       |

## История
В 1930 году на территории современного колхоза «Красный партизан» было организовано 5 колхозов, в том числе: в с. Новое Чурашево — колхозы «Ударник» и «Сехнер», которые позднее объединились в один колхоз «Чувашия»; в д. Сирикли — колхоз «Красный партизан»; в д. Савка — колхоз «Красная Нива»; в д. Новое Климово — колхоз «Красный урожай». В 1951 году колхозы «Чувашия», «Ударник» и «Красный партизан» объединились в один колхоз «Красный партизан», а колхозы «Красная Нива» и «Красный урожай» — в колхоз «Красный урожай».
Планируется, что платная автомагистраль М12 «Восток» Москва — Казань — Екатеринбург пройдет по территории поселения.

## Климат
Поселение расположено в зоне умеренно континентального климата с продолжительной холодной зимой и тёплым, иногда жарким, летом. Число часов солнечного сияния за год составляет около 1937 — 46 % от возможных. Наиболее солнечным является период с апреля по август. За год в среднем бывает 95 дней без солнца.
Среднегодовая температура воздуха равна +2,9 °C. Амплитуда колебаний температуры воздуха довольно велика. Самый холодный месяц — январь, среднемесячная температура — −12,3 °C. Самый жаркий — июль, среднемесячная температура — +18,7 °C. Господствующие среднегодовые ветра — юго-западные. В холодную половину года увеличивается повторяемость южных ветров, а в тёплую половину года — северных. Абсолютный минимум температуры — −42 °C. Абсолютный максимум температуры — +37 °C. Период активной вегетации растений, когда среднесуточная температура выше +10 °C длится с начала мая до середины сентября, продолжается 133 дня. Безморозный период длится 148 дней. Первый заморозок в среднем — 2 октября, последний — 6 мая.
За год среднее количество осадков составляет 530 мм. Осадки тёплого периода составляют приблизительно 70 %. Летние осадки носят ливневый характер и сопровождаются грозами, максимум осадков приходится на июль — 70 мм. Устойчивый снежный покров образуется в середине ноября и лежит в течение 5 месяцев. Высота снежного покрова за зиму достигает 43 см. Среднегодовое значение относительной влажности воздуха равно 75 %. Май и июнь — самые сухие месяцы. Среднемесячное значение относительной влажности не превышает 64 %, а в холодный период с октября по март — 88 %. Из неблагоприятных явлений погоды следует отметить туманы и метели, число дней которых в году составляет соответственно 24—44 и 54. К одному из опасных метеорологических явлений также относятся засухи. Засухи сопровождаются суховеями, которые бывают практически ежегодно — слабые, средние 8—9 раз в 10 лет, суховеи интенсивные 3—4 раза в 10 лет.
Летний период с мая по август и зимний с декабря по февраль характеризуются комфортными для отдыха. Агроклиматические условия характеризуются теплообеспеченностью вегетационного периода, что даёт возможность возделывания яровых и озимых зерновых культур, а также овощных, плодовых и кормовых культур.

## Флора
Поселение расположено в лесостепной зоне. Растительность представлена лесом, кустарниковыми зарослями по пойме реки, лугами, культурной растительностью полей и участками естественной степной растительности. На северной стороне посёлка расположена берёзовая роща, восточная часть примыкает к ельнику. В травостое преобладает разнотравье. В составе флоры имеется большое количество полезных растений. Обширная территория выделена под сенокос.
Из лесной флоры преобладают мягколиственные породы деревьев: берёза, осина, ольха, липа, тополь, ива. Распространены также: вяз, дуб, клён. Из хвойных пород сосна, ель, лиственница. По возрасту преобладают молодняки и средневозрастные насаждения. В лесу и по окрестностям посёлка также распространены: лещина, дикие груши и яблони, черёмуха, рябина, сирень и множество других видов. Лесные насаждения богаты растениями, обладающие фитоницидными и лекарственными свойствами. Травянистые лекарственные растения представлены такими видами, как: багульник, ландыш, валериана, можжевельник, одуванчик, крапива, полынь, подорожник, пастушья сумка, лопух и др. Всего более 30 видов лекарственных растений. Также распространены такие виды, как: папоротник, борец высокий, чебрец, тимофеевка, тонконог, костёр, смолёвка, горицвет, жимолость, боярышник, мята, кислица, шиповник, крушина. Медоносы: липа, кипрей, медуница, клевер белый и др. Из гуттоносов — бересклет бородавчатый. В травостое также — ветреница, хохлатка, первоцвет, сныть, звездчатка, копытень и др. Улица посёлка засажена деревьями: ива, берёза, липа, ель.
В лесу и на лугах произрастают съедобные ягоды: малина, брусника, земляника, клюква, костяника, рябина, смородина, черника, калина, морошка, а также съедобные растения — тмин, щавель. В лесу много грибов: грузди, опята, лисички, сморчки, подберёзовики, маслята, белый гриб, а также мухоморы, бледная поганка, множество других.
В составе флоры имеется большое количество полезных растений: ива, дуб (дубильные вещества); липа, хмель (лубо-волокнистые); берёза, ландыш, валериана, полынь, сосна, хмель, (эфиромасленичные); хорошим гуттоносом является бересклет бородавчатый. На лугах и в лесах много съедобных ягод (земляника, костяника, рябина, черемуха, смородина); растений (тмин, щавель) и грибы. Медоносы: липа, кипрей, медуница и др.
Растительность представлена лесами, кустарниковыми зарослями по поймам рек, лугами, культурной растительностью полей и незначительными участками степной растительности, которые сохранились на неудобных землях. Это тонконог, костёр, смолёвка, горицвет, полынь.

## Фауна
Фауна богата и разнообразна. Животный мир сформировался в результате смешения представителей контрастных природных зон лесной (лось, белка, барсук, заяц, кабан, бурундук) и степной (тушканчик, суслик, хомяк и др.). Здесь обитают животные таёжной плосы, области широколиственных и смешанных лесов и животные степной зоны. Объектами охоты являются белка, заяц, куница, лисица, лось.
Много видов птиц, в их числе: сова, ястреб, клёст, снегирь, ласточка, воробей, жаворонок, стриж, дятел, кукушка, тетерев, рябчик, глухарь, дрозд, поползень, синица, горихвостка, рябчик, куропатка, коростель, сокол, вальдшнеп, а также другие. Среди представителей фауны посёлка и его окрестностей также: летучая мышь, ящерица, жаба, гадюка, уж, медянка, а также множество видов насекомых. Насекомые, в частности, представлены муравьями (в лесу — рыжий лесной муравей), медведками, божьими коровками, стрекозой, мягкотелками, клопов-солдатиков и др.
В большом (окраинном) и малом (центральном) пруду из рыб — караси. Среди представителей фауны прудов и речки — также лягушка, водомерка и другие виды.